# آلکنچل
آلکنچل (به اسپانیایی: Alconchel) یک شهرستان در اسپانیا است که در استان باداخس واقع شده‌است.